# 1974년 의회 예산 및 자금 동결 통제법
1974년 의회 예산 및 자금 동결 통제법 (영어: Congressional Budget and Impoundment Control Act of 1974, ICA)은 미국 의회의 미국 예산 과정에서의 역할을 규정하는 미국 연방법이다.
이 법의 제1편부터 제9편은 1974년 의회 예산법으로도 알려져 있다.

## 의회 예산 과정
이 법의 제1편부터 제9편은 1974년 의회 예산법으로 알려져 있다. 제2편은 미국 의회예산처를 설립했다. 제3편은 의회가 매년 예산 결의안, 즉 미국 대통령이 서명하지 않는 동시 결의안을 채택하여 의회의 재정 정책을 설정하는 절차를 규정한다. 이 예산 결의안은 의사규칙 문제 제기라고 불리는 절차적 이의를 통해 의회에서 강제될 수 있는 수입 및 지출에 대한 한도를 설정한다. 예산 결의안은 또한 예산 조정 법안이 작성되도록 명시할 수 있으며, 의회는 이를 신속 절차에 따라 심의한다.

## 후속 개정
이 법은 1985년 균형예산 및 비상 적자 통제법, 1990년 예산 강제법, 1997년 균형예산법의 조항을 포함하여 여러 차례 개정되었다. 그러나 원래 1974년의 법률은 오늘날 예산 절차의 기본 틀로 남아 있다.

## 버드 규칙
예산 조정 법안이 상원에서 필리버스터되지 않도록 (토론 종료를 위해 5분의 3 투표 필요) 토론을 제한하는 조항은 예산과 관련 없는 수정안을 조정 법안에 첨부하려는 빈번한 시도로 이어졌다. 이에 대한 대응으로 1985년, 1986년, 1990년 예산 조정법은 "버드 규칙"(예산법 제313조)을 채택했다. 버드 규칙은 상원의원들이 "본질과 무관한" 조정 법안의 조항에 대해 의사규칙 문제 제기를 할 수 있도록 허용한다(이는 상원의원 5분의 3 다수로 포기될 수 있다).
다음의 경우 조항은 본질과 무관한 것으로 간주된다.
1. 지출이나 수입의 변화를 일으키지 않는 경우;
2. 조항의 비예산 구성 요소에 단순히 부수적인 지출이나 수입의 변화를 일으키는 경우;
3. 조정 조치에 포함하기 위해 제목 또는 조항을 제출한 위원회의 관할 범위를 벗어나는 경우;
4. 조항의 제목이 전체적으로 상원 보고 위원회의 조정 지시를 달성하지 못하는 경우 지출을 증가시키거나 수입을 감소시키는 경우;
5. 조정 법안이 다루는 연도 이후 회계 연도에 순지출을 증가시키거나 수입을 감소시키는 경우, 조항의 제목이 전체적으로 예산 중립을 유지하지 않는 한; 또는
6. OASDI(사회 보장) 신탁 기금에 관한 권고를 포함하는 경우.

### 일몰 조항
조정 법안이 최대 10년을 다룰 수 있으므로, 다섯 번째 조항은 세금 감면 또는 지출 증가가 5분의 3 다수 이상의 승인을 받아야 하거나, 그렇지 않으면 10년 후 법이 이전 상태로 돌아가야 한다는 효과를 가질 수 있다. 이는 버드 규칙을 중지하는 데 필요한 5분의 3 다수 지지는 없었지만 다수 지지를 얻은 세금 감면 제안이 여러 최근 예산법에서 일몰 조항을 사용한 이유이다. 예를 들어, 2001년 경제 성장 및 세금 감면 조정법과 2003년 일자리 성장 및 세금 감면 조정법의 많은 조항은 연장되지 않았다면 빠르면 2010 회계 연도에 만료되었을 것이다. 만료될 예정이었던 조항에는 자녀 1인당 1000달러의 세금 공제, 저소득 근로자를 위한 10% 소득세 구간, 주 및 지방 판매세 공제 등이 포함되었다. 이러한 법의 만료일은 버드 규칙의 의사규칙 문제 제기를 피하기 위해 삽입되었다. 버드 규칙 의사규칙 문제 제기가 유지되는 조항은 구어적으로 "버드 똥"이라고 불린다.

## 자금 동결
이 법의 제10편은 1974년 자금 동결 통제법으로도 알려져 있으며, 대통령이 의회에 할당된 자금의 폐기를 요청할 수 있도록 규정한다. 상원과 미국 하원 모두 지속적인 회기 45일 이내에 폐기 제안을 (입법 통과를 통해) 승인하지 않으면, 보류된 모든 자금은 의무화에 사용할 수 있게 되어야 한다. 의회는 요청에 대해 투표할 의무가 없으며 대부분의 대통령 요청을 무시해 왔다. 이에 대한 대응으로 일부는 폐기 권한을 강화하고 의회가 분쟁 중인 자금에 대해 투표하도록 강제하기 위해 항목별 거부권을 요구해 왔다.
이 법은 의회 대표들이 리처드 닉슨 대통령이 자신이 반대하는 프로그램에 대한 자금을 보류함으로써 자금 동결 권한을 남용했다고 생각했기 때문에 통과되었다. 이 법은 특히 트레인 대 뉴욕시 사건 (1975) 이후 대통령의 자금 동결 권한을 효과적으로 제거했다.
2019년 11월 말, 자금 동결 통제법은 트럼프 탄핵 조사 중 뉴스에 등장했는데, 두 명의 예산국 직원이 승인된 우크라이나 군사 자금의 보류와 관련된 명백한 부적절성에 대한 우려로 사임했다. 우려 사항 중에는 정치적 임명자인 마이클 더피에게 의사결정 권한이 의문스럽게 이전된 것이 포함되었다. 추가로 공개된 이메일에는 국방부 차관 대행 (재정감사관) 일레인 맥커스커가 2019년 7월부터 백악관 미국 관리예산실에 백악관이 우크라이나에 대한 자금을 보류하는 것이 자금 동결 통제법 위반일 수 있다는 우려를 표명하는 이메일을 보낸 사실이 밝혀졌다.
2020년 1월 16일, 미국 회계감사원 (GAO)은 "안건: 미국 관리예산실 - 우크라이나 안보 지원금 보류"에 대한 결정을 발표했다. GAO 보고서는 다음과 같이 결론지었다:
2019년 여름, OMB는 우크라이나 안보 지원을 위해 DOD에 할당된 약 2억 1,400만 달러의 의무화를 보류했다. (...) OMB는 우크라이나 안보 지원 이니셔티브(USAI)의 모든 미지급 잔액을 의무화에 사용할 수 없도록 하는 각주가 달린 일련의 9가지 할당 일정을 발행하여 금액을 보류했다. (...) ICA에 따른 우리의 역할에 따라, 우리는 이 결정을 발행한다. (...) 우리는 OMB가 ICA를 위반하여 승인되지 않은 이유로 자금의 의무화를 보류했다고 결론내린다. 2 U.S.C. § 684를 참조하라. 우리는 또한 우크라이나 안보 지원을 위해 국무부(State)에 할당된 자금과 관련된 조치에 대해서도 의문을 제기한다.
공공청렴센터는 "OMB의 조치는 대통령이 의회의 지출 명령을 이행해야 한다는 법적 요구 사항의 어떠한 예외도 준수하지 않았다"고 밝혔다. "OMB는 정책적 이유로 자금을 보류했으며, 이는 허용되지 않는다"고 보고서는 명시했다. "따라서 우리는 OMB가 법을 위반했다고 결론내린다."
대통령의 자금 동결 권한은 2025년 미국 연방 정부 보조금 중단 중에 다시 문제가 되었으며, 그 결과 GAO는 39건의 조사를 실시했다.

## 같이 보기
- 예산 조정 (미국 의회)

## 내용주
1. ↑  Pub.L. 93–344, 88 Stat. 297, 2 U.S.C. §§ 601–688; 공식 명칭은 새로운 의회 예산 절차 수립법; 각 의회에 예산 위원회 설치; 의회 예산처 설립; 행정부의 자금 동결에 대한 의회 통제를 제공하는 절차 수립; 기타 목적을 위한 법.

## 추가 자료
- Dauster, William G. (1993). 《Budget Process Law Annotated: 1993 Edition》. Washington, D.C.: 정부 인쇄국. ISBN 0-16-041726-0.
- Garrett, Elizabeth; Jackson, Howell; Graddy, Elizabeth, 편집. (2008). 〈The Congressional Budget Process〉. 《Fiscal Challenges: An Interdisciplinary Approach to Budget Policy》. 케임브리지 대학교 출판부. 4–38쪽. ISBN 978-0-521-87731-2.
- Hogan, Joseph J. (1985). 《Ten Years After: The US Congressional Budget and Impoundment Control Act of 1974》. 《퍼블릭 어드미니스트레이션》 63. 133–149쪽. doi:10.1111/j.1467-9299.1985.tb00896.x.
- Kosar, Kevin (2015년 10월 21일). “So... this is Nixon's Fault?”. 《폴리티코》.
- Middlekauff, Wm. Bradford (1990). 《Twisting the President's Arm: The Impoundment Control Act as a Tool for Enforcing the Principle of Appropriation Expenditure》. 《예일 로 저널》 100. 209–228쪽. doi:10.2307/796769. JSTOR 796769.
- Pfiffner, James P (1979). 《The President, the Budget, and Congress: Impoundment and the 1974 Budget Act》. Westview Press. ISBN 0-89158-495-1.
- Frumin, Alan S. (1992). “Congressional Budget” (PDF). 《Riddick's Senate Procedure》. 502–642. Washington, D.C.: Government Printing Office.
- Keith, Robert (2008). “Introduction to the Federal Budget Process” (PDF). Washington, D.C.: 미국 의회조사국. 2009년 5월 14일에 원본 문서 (PDF)에서 보존된 문서.
- The Peter G. Peterson Foundation (2014년 7월 9일). “Q&A: Congressional Budget and Impoundment Control Act of 1974”.
- U.S. Congress. House of Representatives. Committee on the Budget. “Compendium of Laws and Rules Relating to the Congressional Budget Process” (PDF).